# ویلیام سامر
ویلیام سامر (انگلیسی: William Sommer; ۱۸ ژانویهٔ ۱۸۶۷ – ۱ ژانویهٔ ۱۹۴۹) نقاش، لیتوگراف و هنرمند مدرنیست اهل ایالات متحده آمریکا بود.

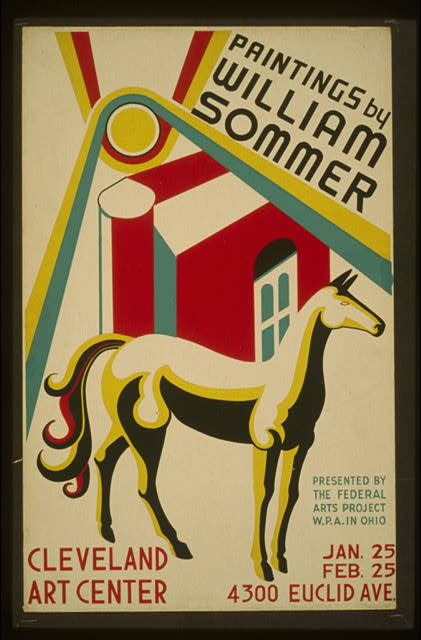
پوستر نمایشگاه نقاشی‌های سامر، کلیولند، ۱۹۳۸

ویلیام سامر در سال ۱۸۶۷ در دیترویت، میشیگان به دنیا آمد. او تا حد زیادی خودآموخته بود، اما در همان ابتدا نزد هنرمند و لیتوگراف تجاری جولیوس ملچرز آموزش دید. او هفت سال در شرکت لیتوگرافی دیترویت کالورت (Detroit Calvert Lithograph Company) شاگردی کرد و در سال ۱۸۹۰ به اروپا رفت و در آنجا نزد استادان یوهان هرتریش، لودویگ اشمید و آدولف منتسل آموزش دید. در سال ۱۹۰۷ او در شرکت اوتیس لیتوگراف (Otis Lithograph) در کلیولند، اوهایو سمتی را پذیرفت و در سال ۱۹۱۱ او با تأسیس باشگاه هنری کوکون (Kokoon) برای ترویج هنر مدرن در کلیولند همکاری کرد. در سال ۱۹۱۴ به براندی واین، اوهایو نقل مکان کرد. او روی چندین نقاشی دیواری در مقیاس بزرگ برای پروژه هنر فدرال، از جمله خانه روستایی (Rural Homestead) در اداره پست جنیوا، اوهایو کار کرد.

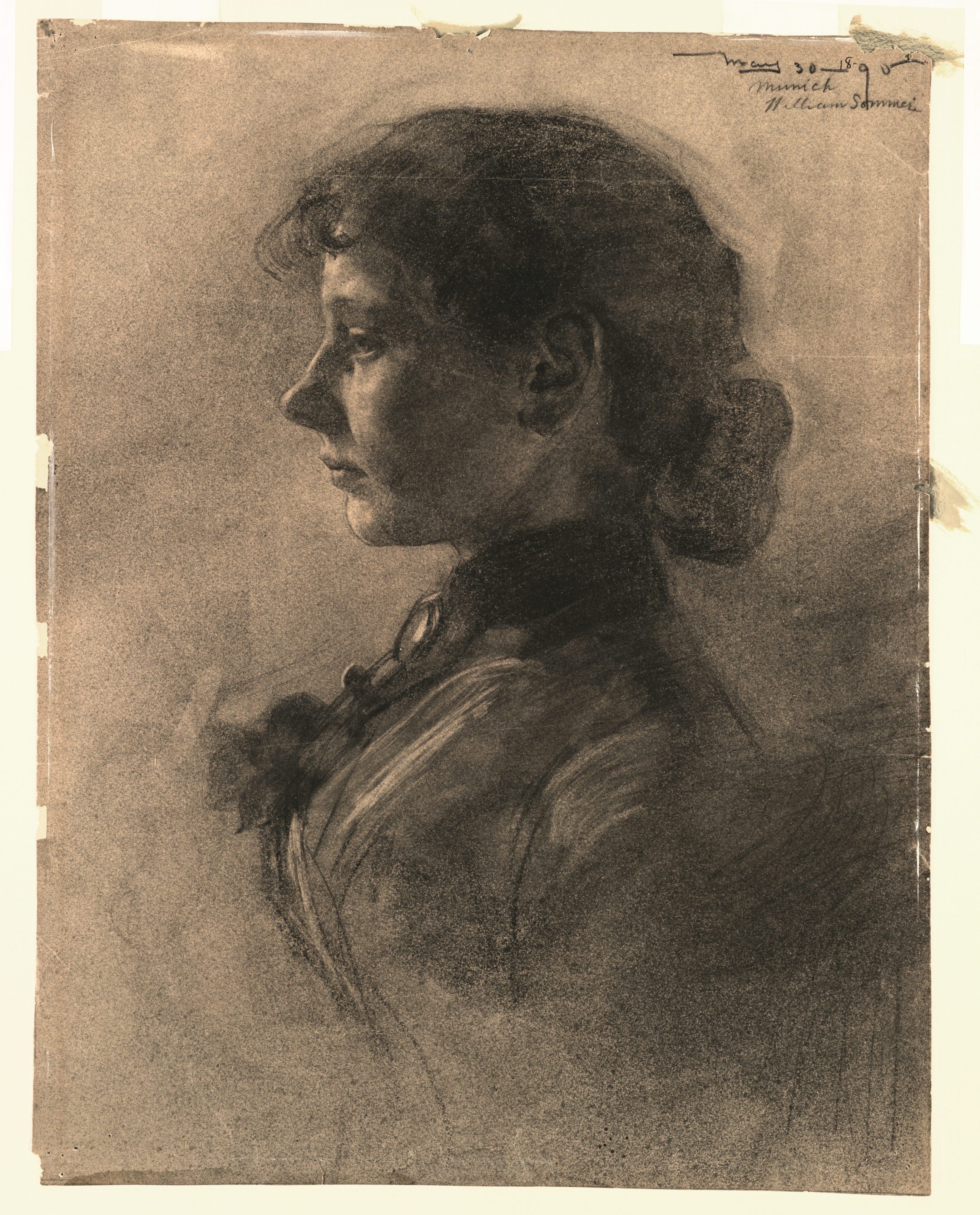
پرتره یک زن نیمرخ سمت چپ، اثر ویلیام سامر، موزه هنر کلیولند